# Alfred Marie-Jeanne
Alfred Marie-Jeanne (Rivière-Pilote, Martinica; 15 de noviembre de 1936) es un político francés de Martinica. Es líder del Movimiento Independentista Martinicano (MIM) desde 1978. Se desempeñó como alcalde de la comuna de Rivière-Pilote desde el 1971 al 2000 y se desempeñó como Presidente del Consejo Regional de Martinica desde el 20 de marzo de 1998 hasta el 22 de marzo de 2010. Alfred Marie-Jeanne también es miembro de la Asamblea Nacional de Francia. 